# Sunset FC
Der Sunset Football Club ist ein Fußballverein auf den Cayman Islands aus der Hauptstadt Georgetown. Die Männermannschaft spielt in der nationalen 1. Fußballliga. Die Mannschaft konnte bis jetzt noch keine nennenswerten Titel gewinnen.

## Ligageschichte
In der Saison 2000/2001 versuchte man die Playoffs zu erreichen, doch dieses Ziel verfehlte man ziemlich knapp, denn ein Punkt hätte für den Einzug in die Playoffrunde gefehlt weil die Tordifferenz von Future FC schlechter war, als die Sunsets. Was im Vorjahr nicht gelang, konnte 2003 in die Realität umgesetzt werden. Man schaffte ein Vier Punkte Vorsprung auf Platz 1 obwohl man ein Spiel weniger absolviert hatte als der damalige Zweitplatzierte George Town SC. Als Erster der Zone B gelang dem Verein im ersten Playoffspiel auch gleich ein Sieg gegen den Gruppenzweiten der Zone A, gegen Western Union FC. Doch die Freude hielt nur ca. eine Woche, denn im Rückspiel gelang Western Union ein knapper 1:0-Sieg gegen Sunset, doch qualifizieren tat sich Sunset trotzdem. Am 13. April 2003 trat man gegen die Scholars International an, doch man verlor dieses Finale mit 3:1 und konnte somit wieder keinen Titel holen.
Wie die letzte Saison endete so folgte eine durchwachsene nächste Saison 2003/2004. Man schnitt als zweitletztes Team ab (Platz 4 von 5 Mannschaften) mit nur 15 Punkten aus 14 Spielen. Diese schlechte Bilanz führte sich auch 2004/2005 fort als man aus 6 Spielen wieder nur 7 Punkte holte. Und da sich nur die ersten 2 Mannschaften qualifizieren konnten, nutzte ein fünfter Platz auch nicht viel. Auch 2005/2006 konnte man kein besseres Ergebnis erreichen mit einem 5. Platz 18 Spielen und 23 Punkten. Einen bescheidenen „Erfolg“ konnte man 2006/2007 und 2007/2008 wieder zeigen als man in beiden Saisons den vierten Platz belegte. 2008/2009 geht es wieder etwas Bergauf mit Platz 3 nach 15 Spieltagen.